# Burstwick
Burstwick är en ort och civil parish i Storbritannien.   Den ligger i kommunen East Riding of Yorkshire och riksdelen England, i den sydöstra delen av landet, 250 km norr om huvudstaden London. Burstwick ligger 7 meter över havet och antalet invånare är 1 853.
Terrängen runt Burstwick är mycket platt. Runt Burstwick är det ganska tätbefolkat, med 139 invånare per kvadratkilometer. Närmaste större samhälle är Kingston upon Hull, 12,9 km väster om Burstwick. Trakten runt Burstwick består till största delen av jordbruksmark.